# Johann Tschernigg
Johann Tschernigg (* 27. Mai 1850 in Pollheim, Gemeinde St. Michael (heute Gemeinde Wolfsberg); † 24. März 1906 in Altendorf, Gemeinde St. Michael (heute Gemeinde Wolfsberg)) war Landwirt und Abgeordneter zum Österreichischen Abgeordnetenhaus.

## Leben
Johann Tschernigg war Sohn des gleichnamigen Landwirts Johann Tschernigg († 1868). Er war seit seiner Hochzeit im Jahr 1877 Landwirt in Aichberg in der Gemeinde Lading (heute Gemeinde Wolfsberg). Ab 1897 war er auch Gastwirt (der Krainerwirt) in Altendorf. Bis 1891 war er auch Landwirt in Altendorf.
Er war von 1896 bis 1902 im Kärntner Landtag (8. Wahlperiode), Wahlklasse Landgemeinden, Regionen Wolfsberg, St. Leonhard, St. Paul.
Johann Tschernigg war auch vor 1891 vier Jahre lang Bürgermeister von Lading und Gemeinderat von St. Michael.
Er war römisch-katholisch und ab 1877 verheiratet mit Margarethe Ragger, verwitwete Sacher, mit der er fünf Töchter und vier Söhne hatte, wobei allerdings drei Töchter und ein Sohn jung verstarben.

## Politische Funktionen
Johann Tschernigg war aufgrund einer Nachwahl nach dem Rücktritt von Veit Prettner vom 16. Oktober 1894 bis zu seinem Tod am 24. März 1906 Abgeordneter des Abgeordnetenhauses im Reichsrat (VIII., IX. und X. Legislaturperiode), Kronland Kärnten, Kurie Landgemeinden 2, Regionen Sankt Veit, Friesach, Gurk, Eberstein, Althofen, Wolfsberg, St. Leonhard, St. Paul.

## Klubmitgliedschaften
Johann Tschernigg war ab 1894 Mitglied im Klub der Deutschen Nationalpartei. Ab 1897 gehörte er dem Verband der Deutschen Volkspartei an.